# Anagrus dilatatus
Anagrus dilatatus är en stekelart som beskrevs av Soyka 1956. Anagrus dilatatus ingår i släktet Anagrus och familjen dvärgsteklar.
Artens utbredningsområde är:
- Bulgarien.
- Nederländerna.

Inga underarter finns listade i Catalogue of Life.